# Rigidoporus umbonatipes
Rigidoporus umbonatipes är en svampart som beskrevs av Rajchenb. 1987. Rigidoporus umbonatipes ingår i släktet Rigidoporus och familjen Meripilaceae.   Inga underarter finns listade i Catalogue of Life.